# Takeda Naotaka
Naotaka Takeda (sinh ngày 23 tháng 7 năm 1978) là một cầu thủ bóng đá người Nhật Bản.

## Sự nghiệp câu lạc bộ
Naotaka Takeda đã từng chơi cho Albirex Niigata.